# George Cubitt, I barone Ashcombe
George Cubitt, I barone Ashcombe (4 giugno 1828 – 26 febbraio 1917), è stato un nobile e politico britannico.

## Formazione e carriera
Era figlio di Thomas Cubitt e di Mary Anne Warner. Cubitt frequentò il Trinity College, Cambridge, dove prima si laureò come Bachelor of Arts e successivamente come Master of Arts onorario. Fu membro del Partito Conservatore ed entrò nel Parlamento inglese, dove rimase dal 1860 al 1885, come rappresentante della contea di Surrey, e poi per la città di Epsom fino al 1892, quando fu elevato alla Camera dei Lord, come Barone Ashcombe, di Dorking, Surrey e del castello di Bodiam, nel Sussex, venendo investito come membro del Consiglio privato di sua maestà nel 1880. Fu anche colonnello onorario nel V Battaglione, Reggimento Reale West Surrey, e vice tenente delle contee di Surrey e di Middlesex.
Cubitt acquistò la sua tenuta a Bodiam, nell'East Sussex, dal contadino locale Thomas Levett, discendente di un'antica famiglia del Sussex e proprietario della Court Lodge Farm, per 1.039 sterline, il 4 agosto 1862.
Morì il 26 febbraio 1917 e fu seppellito nel cimitero della chiesa di San Barnaba, Ranmore Common, Surrey.